# Город (роман, 1952)
Город (англ. City) — научно-фантастический роман Клиффорда Саймака, впервые опубликован в 1952 году. По сути является циклом рассказов, первые восемь которых писались автором в период с 1944 по 1951 год. В 1971 году умер Джон Вуд Кэмпбелл, и Гарри Гаррисон, как редактор мемориального сборника, попросил Саймака написать ещё один рассказ из «Города», в результате чего в 1973 году был опубликован девятый рассказ — «Эпилог».
В книге описывается развитие человечества на протяжении нескольких тысяч лет. За это время на Земле развиваются (в основном в результате воздействия человека) другие разумные расы — мутанты, псы, муравьи. В конце концов, человечество исчезает, но это происходит мирным путём — за счёт переселения людей на Юпитер и превращения в обитающих там так называемых «скакунцов». Земля же на какое-то время оказывается под властью разумных псов, но вскоре и они покидают её, оставляя планету муравьям (ни о каком истреблении муравьёв не может быть и речи в мире, в котором давно забыты войны и насилие).

## История написания и публикаций
«Город» начал создаваться во время Второй мировой войны, он писался как протест против войны, Саймак видел в нём утопию по своему разумению, поэтому автор населил Землю будущего более подходящими роботами и разумными Псами, а не людьми. Первый одноимённый рассказ был опубликован в 1944 году, в майском выпуске Astounding Science Fiction под редакцией Джона Кэмпбелла. Последний рассказ из основных, «Простой способ» (англ. The Simple Way), был опубликован в январском выпуске 1951 года журнала Fantastic Adventures под первоначальным названием «The Trouble With Ants» («Проблемы с муравьями»). Как роман этот цикл из восьми рассказов был оформлен в мае 1952 года, когда издательство Gnome Press выпустило отдельное издание со всеми рассказами, иллюстратором обложки которого был Фрэнк Келли Фрис. Комментарии к каждой части романа впервые появились в 1954 году в издании от Permabooks.
На русском языке роман впервые был издан в переводе Льва Жданова в серии «Библиотека современной фантастики» в 1974 году. С тех пор «Город» переиздавался на русском языке не менее 15 раз.

## Сюжет и персонажи романа

### Структура
Роман можно разделить на 9 рассказов с предисловием (комментариями) к каждому, а также выделить предисловие ко всему роману в начале. Список рассказов:
- «Город» (1944)
- «Берлога» (1944)
- «Перепись» (1944)
- «Дезертирство» (1944)
- «Рай» (1946)
- «Развлечения» (1946)
- «Эзоп» (1947)
- «Простой способ» (1951)
- «Эпилог» (1973)

Роман оформлен в виде преданий, дошедших до цивилизации Псов из их прошлого и снабжён комментариями исследователей-псов, с которых и начинается каждый из первых восьми рассказов. Лишь у «Эпилога» предисловие непосредственно от лица автора, где Саймак объясняет, почему он вернулся к своему раннему роману.

### Канонический роман
Семья Вебстеров оказывается центральными человеческими персонажами, более того, чем-то вроде символа человечества. Недаром в конце романа всех оставшихся представителей рода человеческого псы называют вебстерами. И не всегда роль их однозначна. В первой главе один из Вебстеров фактически завершает историю уже отмерших городов — это шаг вперёд, большой прогресс, все уже переселились в усадьбы, «у каждого своё маленькое царство», такое родное и близкое. Но оказывается, у этого есть и обратная сторона. «Психологический родной очаг» превращается в ловушку, комфорт и привязанность к земле вызывают у людей агорафобию.
Когда для того, чтобы сохранить жизнь друга и крупного философа — марсианина Джуэйна — оказывается необходимо лететь на Марс, другой потомок рода Вебстеров не находит в себе сил. Учение Джуэйна оказывается незавершённым, и рукопись впоследствии попадает в руки мутанта Джо. Джо и ему подобные наделены огромным интеллектом, но в них «отмер стержневой инстинкт, сделавший человека частицей человечества». Джо, проживший несколько столетий благодаря своей мутации, положил начало цивилизации муравьёв, а потом бросил свой эксперимент, попросту потеряв интерес. И тем самым заставил муравьёв бороться за себя активнее.
По мере развития — опять, очередной потомок Вебстеров параллельно с Джо, занимается приручением собак и развитием их разума. К примеру, с помощью различных манипуляций учит Псов говорить.
Ещё один Вебстер принимает в своё время решение — не перечёркивать великое свершение, отказ от убийства. Когда исследователь Фаулер первым возвращается на Землю, пробыв долгое время скакунцом на Юпитере, Вебстер понимает, что быть человеком — куда хуже, и что Фаулер несёт величайшую опасность для человечества — «предлагает рай». В этот момент мутанты с помощью весьма простых технологий принудительно «внедряют» учение Джуэйна, позволяющее без слов воспринимать образы и эмоции, понимать другого человека. В критический момент они «превращают учение Джуйэна в оружие против человечества». Но Вебстер находит силы принять такую судьбу. Земля остаётся немногим, кто не пожелал улететь, а также мутантам и Псам.
Робот Дженкинс является одним из центральных героев романа, сперва он просто слуга Вебстеров, потом — хранитель и наставник Псов и оставшихся людей. Оставшиеся поникли духом, забросив свои мечты и идеалы, они тихо и вяло жили в единственном оставшемся городе — Женеве. Очередной потомок семьи Вебстеров, посетив усадьбу и пообщавшись с Псами и их хранителем Дженкинсом, понял, что люди будут только мешать зарождающейся цивилизации. Он закрыл город от внешнего мира, а сам погрузился в спячку навечно.
В последующих главах показывается, как Дженкинс принял под своё крыло не только псов, но и потомков тех людей, которые оказались вне города. В конечном итоге, когда мирная жизнь Псов подверглась опасности со стороны пришельцев из параллельных миров — врождённая агрессия людей помогла Псам выжить. Но, как печально констатировал «Робот-Патриарх» Дженкинс — «по какому пути человек ни пойдёт, он обязательно изобретёт лук и стрелы». Дженкинс решил обратиться за помощью к мутантам, которые были заперты в своих домах многие тысячи лет, но они уже ушли в иные миры. И поэтому уже он принимает решение — уводит последнего из Вебстеров Питера, совершившего невольное убийство, а с ним и остальных людей в параллельные миры. Однако и сам Дженкинс оказался в ловушке — формула перехода работала только в одну сторону. Лишь через многие тысячи лет он обрёл способность вернуться в свой мир.
К тому времени люди ушли отовсюду. Дженкинс, ставший легендой в мире Псов, успел вовремя. Муравьи построили огромное здание, захватывая понемногу Землю, используя роботов, служащих Псам руками. Разбуженный в Женеве последний Вебстер подсказывает Дженкинсу верный способ решения проблемы муравьёв — отравить их. И засыпает обратно, узнав, что «псы развернулись, а роботы бдят», умиротворённый. На последних строках романа Дженкинс, приняв на себя миссию, которую некогда осуществляли Вебстеры, принимает своё судьбоносное решение — «Лучше потерять этот мир, чем снова убивать».

### Эпилог
После исхода с Земли Псов и остальных разумных животных Дженкинс снова остаётся в одиночестве на многие тысячелетия. Он продолжает ухаживать за поместьем Вебстеров, окружённым со всех сторон зданием муравьёв. Но однажды здание начинает разрушаться, и Дженкинс понимает, что даже муравьиная цивилизация оказалась не вечной. Вскоре Землю посещает один из кораблей роботов, давно покинувших родину человечества, и старый знакомый предлагает Дженкинсу отправиться с ним к звёздам, чтобы начать новую жизнь. Подумав, старый робот принимает предложение, положив конец своей вахте в поместье Вебстеров.
В некоторых русских изданиях этот эпилог отсутствует (например серия «Мир приключений», 1989).

## Отзывы
Грофф Конклин описал «Город» как «необычная и увлекательная работа… совершенно захватывающая». Редакторы Энтони Бучер и Фрэнсис Маккомас оценили книгу на «высший балл среди научно-фантастической литературы», добавив: «эта книга заставила рецензентов отбросить объективность и беспристрастность и громко, фанатично воскликнуть „Круто!“». Критик Питер Миллер назвал роман одним из лучших среди научной фантастики 1952 года, хотя ему показалось, что добавленный промежуточный материал уступал оригинальным рассказам. В своей колонке «Книги» в журнале Fantasy & Science Fiction критик и писатель Дэймон Найт включил «Город» в список 10 лучших научно-фантастических романов 1950-х годов.

## Награды
В 1953 году роман был удостоен Международной премии по фантастике в категории художественной прозы.